# Paris-Roubaix 1964
La 62e édition de la course cycliste Paris-Roubaix a eu lieu le 19 avril 1964 et a été remportée par le Néerlandais Peter Post. Il s'est imposé en battant au sprint trois coureurs belges, ce qui lui permit de mettre fin à la domination belge (7 victoires consécutives).

## Classement final
|    | Cycliste           | Équipe                       | Temps           |
| -- | ------------------ | ---------------------------- | --------------- |
| 1  | Peter Post         | Flandria-Romeo               | 5 h 52 min 19 s |
| 2  | Benoni Beheyt      | Wiel's-Groene Leeuw          | + 0 s           |
| 3  | Yvo Molenaers      | Wiel's-Groene Leeuw          | + 0 s           |
| 4  | Willy Bocklant     | Flandria-Romeo               | + 0 s           |
| 5  | Louis Proost       | Solo-Superia                 | + 2 min 28 s    |
| 6  | Frans Melckenbeeck | Mercier-BP-Hutchinson        | + 2 min 32 s    |
| 7  | Jean Stablinski    | St.Raphael-Gitane-Campagnolo | + 2 min 32 s    |
| 8  | Jan Janssen        | Pelforth-Sauvage-Lejeune     | + 2 min 32 s    |
| 9  | Gilbert Desmet     | Wiel's-Groene Leeuw          | + 2 min 32 s    |
| 10 | Tom Simpson        | Peugeot-BP-Englebert         | + 2 min 32 s    |